# Мовіла (комуна)
Мовіла (рум. Movila) — комуна у повіті Яломіца в Румунії. До складу комуни входить єдине село Мовіла.
Комуна розташована на відстані 129 км на схід від Бухареста, 28 км на схід від Слобозії, 83 км на північний захід від Констанци, 101 км на південь від Галаца.

## Населення
За даними перепису населення 2002 року у комуні проживала 2221 особа.
Національний склад населення комуни:
| Національність | Кількість осіб | Відсоток |
| -------------- | -------------- | -------- |
| румуни         | 2204           | 99,2%    |
| цигани         | 15             | 0,7%     |
| турки          | 1              | < 0,1%   |

Рідною мовою назвали:
| Мова      | Кількість осіб | Відсоток |
| --------- | -------------- | -------- |
| румунська | 2206           | 99,3%    |
| циганська | 14             | 0,6%     |
| турецька  | 1              | < 0,1%   |

Склад населення комуни за віросповіданням:
| Релігія     | Кількість осіб | Відсоток |
| ----------- | -------------- | -------- |
| православні | 2104           | 94,7%    |
| адвентисти  | 112            | 5,0%     |
| реформати   | 2              | 0,1%     |
| бретрени    | 2              | 0,1%     |
| атеїсти     | 1              | < 0,1%   |